# Tobogan als Jocs Olímpics d'hivern de 2010
Als Jocs Olímpics d'Hivern de 2010 celebrats a la ciutat de Vancouver (Canadà) es disputaren dues proves de tobogan, una en categoria masculina i una altra en categoria femenina.
La prova es disputà entre els dies 18 i 19 de febrer de 2010 a les instal·lacions del Whistler Sliding Centre.

## Comitès participants
Hi participaren un total de 48 corredeors, entre ells 28 homes i 20 dones, de 19 comitès nacionals diferents.
| - Alemanya (6) - Austràlia (3) - Àustria (1) - Canadà (6) - Corea del Sud (1) |  | - Eslovènia (1) - Espanya (1) - Estats Units (5) - França (1) - Irlanda (1) |  | - Itàlia (2) - Japó (3) - Letònia (2) - Noruega (1) - Nova Zelanda (3) |  | - Regne Unit (4) - Romania (1) - Rússia (4) - Suïssa (2) |

## Resultats

### Homes
| Event           | Or                      | Or      | Plata                    | Plata   | Bronze                       | Bronze  |
| Tobogan Detalls | Jon Montgomery · Canadà | 3:29,73 | Martins Dukurs · Letònia | 3:29,80 | Aleksandr Tretyakov · Rússia | 3:30,75 |

### Dones
| Event           | Or                        | Or      | Plata                         | Plata   | Bronze                | Bronze  |
| Tobogan Detalls | Amy Williams · Anglaterra | 3:35,64 | Kerstin Szymkowiak · Alemanya | 3:36,20 | Anja Huber · Alemanya | 3:36,36 |

## Medaller
| Pos. | País       | Or | Plata | Bronze | Total |
| 1    | Canadà     | 1  | 0     | 0      | 1     |
| 1    | Anglaterra | 1  | 0     | 0      | 1     |
| 3    | Alemanya   | 0  | 1     | 1      | 2     |
| 4    | Letònia    | 0  | 1     | 0      | 1     |
| 5    | Rússia     | 0  | 0     | 1      | 1     |